# Metaxanthia vespiformis
Metaxanthia vespiformis är en fjärilsart som beskrevs av Druce 1899. Metaxanthia vespiformis ingår i släktet Metaxanthia och familjen björnspinnare. Inga underarter finns listade i Catalogue of Life.